# Chikkanayakanahalli, Kadur
Chikkanayakanahalli là một làng thuộc tehsil Kadur, huyện Chikmagalur, bang Karnataka, Ấn Độ.